# 계북초등학교 백암분교
계북초등학교 백암분교는 대한민국 전라북도 장수군 계북면 백암길 18-23(임평리 802-1)에 있었던 초등학교이다.

## 연혁
- 1956.03.07 계북국민학교 백암분교장 개교
- 1965.03.09 백암국민학교로 승격
- 1996.03.01 계북초등학교 백암분교로 격하
- 1999.02.28 폐교(본교로 통합)